# 杨纮 (唐朝)
杨纮（?—?），字號、生平皆不詳。华州华阴（今陕西华阴）人。
祖父杨润，曾任国子祭酒。父楊侃，官白水縣令。杨绾之兄。唐玄宗天寶十三年（754年）甲午科狀元，主考官是禮部侍郎楊濬。同榜有元結、韓翃等。事蹟待考。